# Ingeborg Wörndle
Ingeborg Wörndle (auch als Inge bekannt) (* 11. Mai 1916 in Kleinmachnow; † 20. September 2011 in Garmisch-Partenkirchen) war eine deutsche Dolmetscherin, Sportreporterin und Stadionsprecherin bei Olympischen Spielen und Ski-Großveranstaltungen.

## Leben

### Herkunft und Familie
Ingeborg Wörndle wuchs als Ingeborg Peterson in Kleinmachnow, unweit des Berliner Bezirkes Steglitz-Zehlendorf, auf. Ihr Vater fiel als Kommandant eines Luftschiffes, als sie sechs Monate alt war. So musste sich ihr Großvater, ein preußischer General, um ihre Erziehung kümmern. Sie war mit Karl Wörndle verheiratet und hatten einen Sohn und eine Tochter. Als Karl spät aus dem Krieg heimkehrte, zerbrach die Ehe. So musste Ingeborg ihre Kinder alleine erziehen, fand aber dabei große Unterstützung durch ihre Mutter.

### Ausbildung und Werdegang
Sie war sportlich vielseitig talentiert. So bestieg sie während eines Aufenthalts in Genf im August 1932, im Alter von 16 Jahren, Europas höchsten Berg, den Montblanc. Sie wurde norddeutsche Ski-Langlauf-Meisterin, machte 1934 ihr Abitur und hielt bei den Organisatoren der Olympischen Winterspiele 1936 eine Anfrage darüber, ob sie als norddeutsche Skilanglauf-Meisterin eine Chance habe, bei Olympia anzutreten. Dabei brachte sie in Erfahrung, dass Ski-Langlauf für Frauen (noch) nicht olympisches Programm war, wohl aber Bedarf an Dolmetscherinnen besteht. So ging sie als Au-pair-Mädchen nach Florenz, erlernte die italienische Sprache und machte in Perugia den Studienabschluss in Italienisch. Sie beherrschte außer englisch, französisch, italienisch und deutsch später vier weitere Sprachen.

### Tätigkeiten bei Olympischen Spielen und sonstigen Veranstaltungen
1936 wurde Wörndle die rechte Hand des Pressesprechers Guido von Mengden. Sie gehörte zum Stab des damaligen Reichssportführers Hans von Tschammer und Osten und wurde Betreuerin der italienischen Olympiamannschaft, eine Aufgabe von besonderer Bedeutung im Hinblick auf die Zusammenarbeit Deutschlands und Italiens, die später zur Achse Berlin-Rom wurde.
Als Stadionsprecherin bzw. Kommentatorin war sie an 30 Vierschanzentourneen sowie an zehn Olympiaden beteiligt. Ihre letzte Berichterstattung war bei den Olympischen Winterspielen 1976 in Innsbruck.
Bei den Olympischen Sommerspielen 1972 in München kam ihr die Aufgabe zu, die Wettkämpfe der Ringer zu kommentieren. Ihr oblag auch die Berichterstattung über die Trauerfeier anlässlich der Beisetzung der Opfer des Olympia-Attentats vom 5. September 1972.
Sie war von 1945 an Sportdirektorin im amerikanischen Recreation Center Garmisch. Diese Funktion erfüllte sie bis zu ihrer Pensionierung im Jahre 1981. Im Ruhestand half sie in der Skischule ihres Sohnes Florian aus. Später engagierte sie sich ehrenamtlich und war in einem Seniorenheim und im Klinikum Garmisch-Partenkirchen tätig.
Im Alter von 92 Jahren begann sie deshalb sogar einen Erste-Hilfe-Kurs – der erste ihres Lebens. Sie wollte anderen helfen können, übte selbst die Herzdruckmassage.

## Ehrungen und Auszeichnungen
- 1957 Ehrenbrief des Bayerischen Skiverbandes und des Deutschen Skiverbandes
- Silberne Ehrennadel des Bayerischen Skiverbandes
- Goldene Verdienstnadel des Skiclubs Partenkirchen
- Ehrenmitgliedschaft des Skiclubs Partenkirchen
- 1998 Bundesverdienstkreuz am Bande
- 12. September 2010 Ehrenbürgerin von Garmisch-Partenkirchen